# Конжухой
Конжухой (рос. Конжухой) — село у Ітум-Калінському районі Чечні Російської Федерації.
Населення становить 0 осіб. Входить до складу муніципального утворення Гухойське сільське поселення.

## Історія
Згідно із законом від 14 липня 2008 року органом місцевого самоврядування є Гухойське сільське поселення.

## Населення
| 1990 | 2002 | 2010 |
| ---- | ---- | ---- |
| 99   | →99  | ↘0   |